# Public Knowledge Project
El Projecte Public Knowledge Project és una inventiva d'investigació sense ànim de lucre per la Facultat d'Educació de la Universitat de la Colúmbia Britànica, el Centre Canadenc pels estudis tant de la Universitat Simon Fraser com de la respectiva Biblioteca i la Universitat Stanford.
L'objectiu principal és fer públic els resultats de les investigacions que realitzen, publicant de manera lliure i gratuïta les seves investigacions. El projecte s'encarrega de desenvolupar estratègies de programari per tal de fer-ho possible. És a dir, pretén millorar la qualitat de les investigacions a través d'una col·laboració entre diversos mitjans.
El Projecte va ser creat per John Willinsky per part del Departament de Llengua i Literatura Educativa de la Facultat d'Educació de la Universitat de British Columbia l'any 1998.
L'autor és conegut per ser partidari de la lliure publicació d'investigacions per tal que tothom tingui accés, tema sobre el qual té diferents articles.
Tot i que des d'un primer moment l'objectiu era l'accessibilitat universal de les investigacions i rendiments acadèmics, a poc a poc aquest Projecte va cridar l'atenció d'altres àmbits acadèmics, especialment per augmentar la independència de les empreses privades que restringeixen l'accés.
El Projecte Public Knowledge col·labora amb socis amb els quals comparteix un mateix objectiu i oferereixen un gran suport tant econòmic com en espècie, com la Coalició de Recursos Acadèmics i Publicacions Acadèmiques (SPARC), l'Institut Brasiler de Ciència i Tecnologia de la Informació (IBICT) i la Xarxa Internacional per a la Disponibilitat de Recursos Científics .

### Organització
Desde l'any 2005, la biblioteca de la Universitat de Simon Fraser (SFU) s'encarrega de la administració i l'operació del projecte, a més a més de tot el desenvolupament i el funcionament del sistema softwork.
En els últims anys, el projecte ha decidit crear un seguit de comitès per tal d'ampliar la seva base per l'entrada i el suport del projecte:
- Comitè Consultiu: És l'encarregat de proporcionar tota aquella informació que tingui rellevància sobre les accions estratègiques i els objectius generals de l'empresa, així com de l'evolució i l'estructura organitzativa del projecte.
- Comitè Tècnic: És l'encarregat de facilitar tota l'informació i l'assessorament tècnic en tota l'àrea de desenvolupament de softwork.
- Comitè de membres: És un grup de persones que comparteixen un espai on cadascú dona aportacions que afavoreixin la direcció estratègica general del projecte així com el compliment dels seus objectius.

### Suport financer
La viabilitat d'aquest projecte és possible gràcies a quatre fonts d'ingressos diferents. Aquestes fonts d'ingressos que fan possible la recerca, l'educació i les iniciatives de desenvolupament són:
- Contribució de la institució líder SFU Library.
- Sustentadors, donants i contribucions dels socis de desenvolupament.
- Beques de recerca.

### Càrrecs
| Director                                             | John Willinsky      |
| Director de gestió                                   | Kevin Stranack      |
| Director associat de Recerca                         | Juan Pablo Alperin  |
| Director associat de projectes i serveis estratègics | James MacGregor     |
| Director associat de desenvolupament                 | Alec Smecher        |
| Desenvolupadora del sistema                          | Bozana Bokan        |
| Desenvolupador del sistema                           | Alex Garnett        |
| Desenvolupador del sistema                           | Dimitris Efstathiou |
| Administrador del sistema                            | Kurt Bolko          |
| Especialista en publicacions i suport                | Israel Cefrin       |
| Coordinador de sistemes i desenvolupament            | Michael Felczak     |
| Associat de serveis de publicació                    | Roger Gillis        |
| Associat de serveis de publicació                    | Michael Nason       |
| Cap de sistemes bibliotecaris                        | Mark Jordan         |
| Gerent de finances                                   | Angela Raasch       |
| Especialista en publicacions i suport                | Amanda Stevens      |
| Desenvolupador Front-Final                           | Nate Wright         |